# Relació transitiva

Exemple: Si a és més gran que b i b és més gran que c, llavors a és més gran que c.

En matemàtiques, la transitivitat és una propietat que pot tenir una relació binària. Una relació R sobre un conjunt A és transitiva quan es compleix que sempre que un element es relaciona amb un segon i aquest segon amb un tercer, llavors el primer també es relaciona amb el tercer.
Expressat més formalment:
{\displaystyle \forall a,b,c\in A:\quad aRb\land bRc\Longrightarrow aRc}

## Exemples

### Relacions d'ordre en els naturals
Un exemple de relació binària transitiva, en el conjunt {\displaystyle \mathbb {N} } dels nombres naturals, és la relació «menor o igual que» ({\displaystyle \leq }):
{\displaystyle \forall a,b,c\in \mathbb {N} :\quad a\leq b\land b\leq c\Longrightarrow a\leq c}
Per exemple:
{\displaystyle 2,5,7\in \mathbb {N} :\quad 2\leq 5\land 5\leq 7\Longrightarrow 2\leq 7}
En general les relacions d'ordre (ser menor, major, igual, menor o igual, major o igual) són transitives.

### Divisibilitat de naturals
El mateix és cert amb la relació «divideix a», en el conjunt dels nombres naturals:
{\displaystyle \forall a,b,c\in \mathbb {N} :\quad a|b\land b|c\Longrightarrow a|c}
Per tot {\displaystyle a,b,c\in \mathbb {N} }, si a és divisor de b i b és divisor de c, llavors a és divisor de c. Per exemple, donat que 3|12 (3 divideix 12) i 12|48 (12 divideix 48), la transitivitat estableix que 3|48 (3 divideix 48).